# Liste der Monuments historiques in Vanault-les-Dames
Die Liste der Monuments historiques in Vanault-les-Dames führt die Monuments historiques in der französischen Gemeinde Vanault-les-Dames auf.

## Liste der Objekte
| Bezeichnung                         | Beschreibung                                      | Standort                     | Kennzeichnung | Schutzstatus | Datum | Bild |
| ----------------------------------- | ------------------------------------------------- | ---------------------------- | ------------- | ------------ | ----- | ---- |
| Buntglasfenster Putto               | Fragment eines Fensters, 16. Jahrhundert          | in der Kirche St-Remi (Lage) | PM51003253    | Inscrit      | 1989  |      |
| Buntglasfenster Engel               | Fragment eines Fensters, 16. Jahrhundert          | in der Kirche St-Remi (Lage) | PM51001122    | Classé       | 1911  |      |
| Gemälde Heiliger Rochus             | Ölfarbe auf Leinwand, 18. Jahrhundert             | in der Kirche St-Remi (Lage) | PM51003254    | Inscrit      | 1989  |      |
| Gemälde Taufe des heiligen Remigius | Ölfarbe auf Leinwand, Holzrahmen, 18. Jahrhundert | in der Kirche St-Remi (Lage) | PM51003254    | Inscrit      | 1989  |      |
| Gemälde Heiliger Sebastian          | Ölfarbe auf Leinwand, Holzrahmen, 18. Jahrhundert | in der Kirche St-Remi (Lage) | PM51003256    | Inscrit      | 1989  |      |
| Gemälde Taufe Christi               | Ölfarbe auf Leinwand, 18. Jahrhundert             | in der Kirche St-Remi (Lage) | PM51003257    | Inscrit      | 1989  |      |
| Gemälde Mariä Verkündigung          | Ölfarbe auf Leinwand, Holzrahmen, 18. Jahrhundert | in der Kirche St-Remi (Lage) | PM51003258    | Inscrit      | 1989  |      |
| Gemälde Auferstehung                | Ölfarbe auf Leinwand, 18. Jahrhundert             | in der Kirche St-Remi (Lage) | PM51003260    | Inscrit      | 1989  |      |
| Gemälde Gottvater                   | Ölfarbe auf Leinwand, Holzrahmen, 18. Jahrhundert | in der Kirche St-Remi (Lage) | PM51003259    | Inscrit      | 1989  |      |
| Skulptur Madonna mit Kind           | Fragmente; Stein, 16. Jahrhundert                 | in der Kirche St-Remi (Lage) | PM51003320    | Inscrit      | 1991  |      |